# 拉麺
拉麺（lā miàn, ラーミエン、ラーメン）は、中華圏の麺の一種、および麺料理の名称。麺の生地を包丁で切ったものを「切麺」と呼ぶことに対して、麺の生地を人間の素手で引き延ばしたものを「拉麺」と呼ぶ。拉麺の「拉」は「手で引き延ばす」の意味。

## 概要

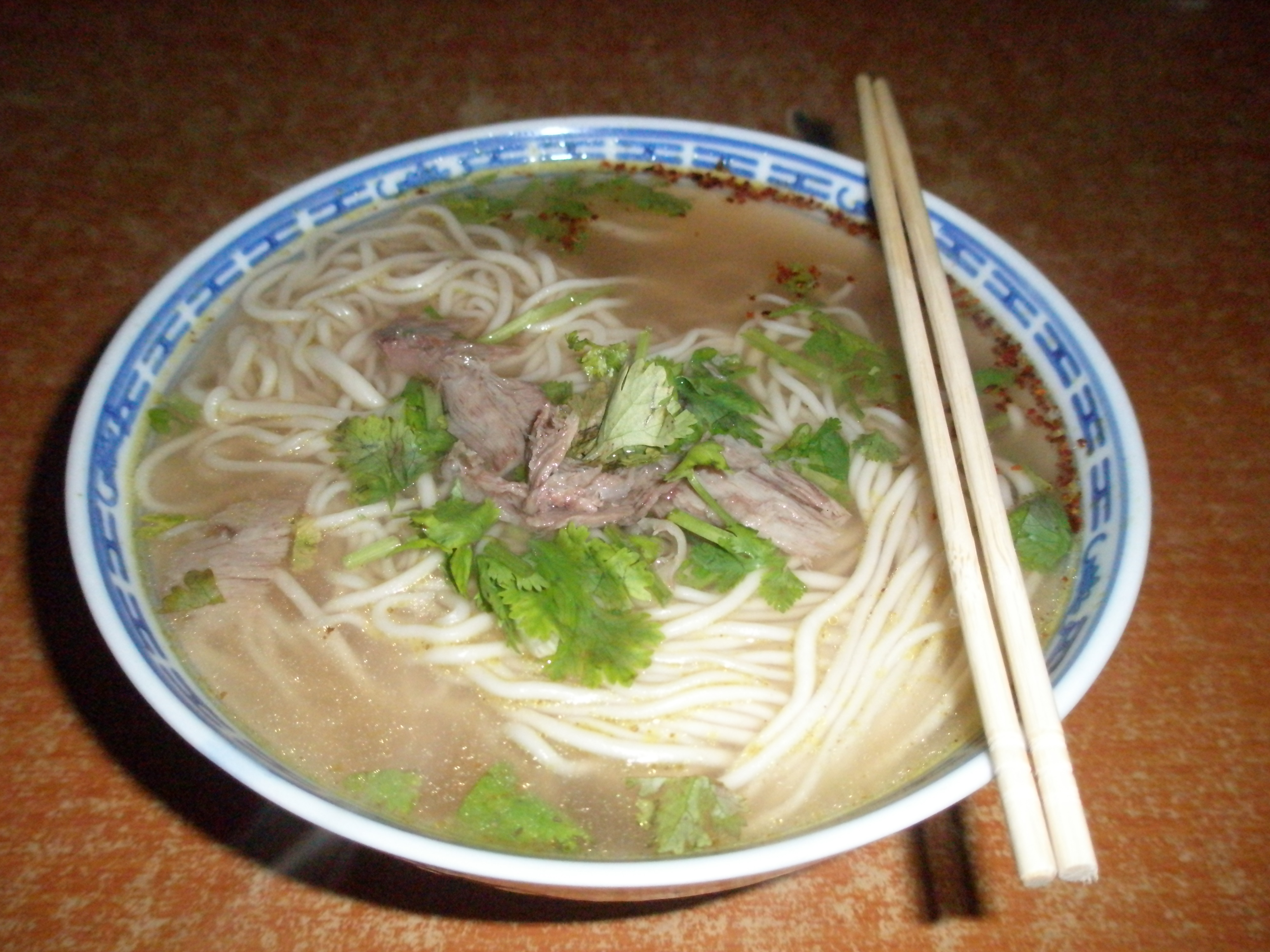
蘭州以外の土地でよく見られる蘭州拉麺

中国における「麺」（麵）は小麦粉を面状に伸ばしたものを指し、薄く延ばした包む皮を「麺皮」（麵皮）、線状になったものを「麺条」（麵條）と呼ぶ。拉麺は麺条の一種である。

### 定義
拉麺の麺を作る素材に関しては諸説あり、中国各地にはそれぞれ独自の拉麺が定着している。一般的な拉麺に関して、中国では日本のJAS規格のような、拉麺の素材や製法に関する全国統一規格や基準が存在しない。
- 毎年中国の食品産量を計算する「中国国家食糧局」のサイトによれば、拉麺の麺は小麦粉・塩・水のみで作ることであり[2]、陝西省・甘粛省から新疆ウイグル自治区にかけての中国西北部で伝統的に食されるラグマンに由来するとされる[2]。
- 「百度百科」によれば、拉麺の麺は小麦粉の中の強力粉、大豆油、グルテンミート、麩、水、蓬草を焼いて残したものを全部混ぜて、発酵したあともう一度練って作れる[3]。発酵にかかる時間は勝手に決めてもいいだが、「蓬草を焼いて残したもの」は単なるのかん水ではなく、本当に蓬草を焼くことが必要。
- 中国の食品安全に関する政府公告を定期的に出すサイト「食話食説」によれば、拉麺の麺は小麦粉・塩・水・かん水・粟の粉で作る[4]。小麦粉と粟粉の割合は書いていない。
- 中国の漢方に関する政府公告を定期的に出すサイト「大衆養生」によれば、拉麺の麺は小麦粉・塩・水・酵母の粉で生地を練り、25度以下の環境で30分以上発酵させたら作れる[5]。
- 「捜狐」によれば、拉麺の麺は小麦粉・塩・かん水・水・蕎麦の粉で生地を練り、15分ほど発酵させ、また練って、もう一度15分に発酵させ、こうして3・4回ぐらい繰り返したら作れる[6]。小麦粉と蕎麦粉の割合も書いていない。

### 特徴
特徴は、小麦粉を練って生地を作ったあと、両手で生地を引っ張ったり、上下に振ったり、粉を引いた板に叩きつけたりしながら伸ばしていく。生地を引き延ばしては折り、一本が二本、二本が四本、四本が八本と、麺の本数が倍化し細くなる。両端を切り落とし長さは 1 - 2 m くらいに仕上げる。
中国の拉麺はかん水を使うものも存在し、使わないものも存在する。そのため、コシがない、または弱い拉麺が多く、日本のようにラーメンならきっと強いコシを持つという常識とは違う。
中華人民共和国以外の中華圏においては、小麦粉の麺では無いもの、細く引きのばした手延べ麺ではないものでも、「拉麺」の文字が料理名（メニュー）とし使用されている場合がある。

## 中華人民共和国の拉麺
拉麺には、土地の名称を冠したものとしては、蘭州拉麺や河南拉麺が有名で、現代は北京や上海、広州など、中国西北部以外でもこの名称を冠した麺料理店を見ることができる。これらは料理名ではなく、日本で言う「ご当地ラーメン」のようなもの。また中国西北部の伝統的な拉麺とは別に、料理名として、メニューの中に拉麺の名称をつけた料理を提供しているところもある。

### 拉麺
大連の麺料理店では、複数の店で「拉麺」をメニューに見ることができる。具がとくに入っておらず、素ラーメンのような麺料理が確認できる。

### 蘭州拉麺
甘粛省の省都蘭州では、蘭州拉麺は牛肉麺と呼ばれ、至るところで提供されている。この牛肉拉麺は、回族（イスラム教徒の少数民族）の馬保子が、清朝の光緒年間（19世紀末から20世紀初頭）に考案したとされる。回族はイスラームの戒律で豚肉を食すことが出来ないが、牛肉は食すことができる。漢民族の中国人もこの牛肉拉麺を食し、朝食としてとる人々もいる。
蘭州拉麺は特徴として「一清二白三紅四緑五黄」といわれ、「一清」はスープが澄んだ「清湯」であること。「二白」は大根が入っていること。「三紅」は唐辛子油の赤い色。「四緑」は麺の上に乗せる香菜を指し、「五黄」は麺が黄色がかっていることを表している。
麺にはかん水が用いられており、「蓬灰」 (péng huī, ペンフイ) と呼ばれる植物の灰や、「積積草」（積は草かんむりに積の字）と呼ばれるヨモギの仲間の草から作った灰汁を使ったものなどが使用されてきたものの、現代では化学合成のものも代用されている。麺の種類は、丸くて細い麺（細い順に、毛細、細、二細）から、平たい麺（幅の狭いものから順に、韮葉、小寛、寛、大寛）まで種類がある。幅 5 cm を越える幅広い麺もある。
スープは牛骨を煮込んだ湯（たん）で澄んでいるが、蘭州の牛肉拉麺は、醤油、すり下ろしたニンニク、辣油、山椒に酢を合わせて煮込んだ、どろっとしたタレを麺の上からかける。

### 河南拉麺
河南烩面。手打ち・手延べの幅広麺を、青菜、羊肉、うずらの卵、きくらげ、トマト、パクチーなどと一緒にスープで煮込んだもの。

### 日式拉麺
中国の拉麺は、醤油ベースのスープに麺を入れて野菜や肉を載せた、あっさりした品が多いが、これは日本で言ううどんに相当する。一方で日本のラーメンは中国の麺料理をさらに日本人に合うように変化させたものである。よって、中国では日本の拉麺を「日式拉麺」と呼んでいる。

## 漢字文化圏の拉麺
中華圏や華人・華僑社会には、さまざまな「拉麺」の字を宛てた食品や製品が存在する。中には切麺やインスタントラーメンなど、もともと「拉麺」の漢字が持つ意味の「引き延ばす」ことが無い麺にしても、「拉麺」という漢字、もしくは発音で表記する場合もある。
台湾では、中国に対しての本土意識が強いため、日本のラーメンに「拉麺」の文字を宛てて、逆に中国本場の拉麺を「中国拉麺」と呼ぶ。
なお、韓国にも「拉麺」（ラミョン、라면 / 拉麵 / ramyeon）と称する料理が存在するが、インスタントラーメンを指し、生麺を用いるのは一般的ではない。